# Farmer City (Kansas)
|  | Dieser Artikel wurde aufgrund von inhaltlichen Mängeln auf der Qualitätssicherungsseite des Projektes USA eingetragen. Hilf mit, die Qualität dieses Artikels auf ein akzeptables Niveau zu bringen, und beteilige dich an der Diskussion! Eine nähere Beschreibung der zu behebenden Mängel fehlt. |

Farmer City war ein Ort im Wichita County im US-amerikanischen Bundesstaat Kansas. Im Ort bestand die Hoffnung, als Kompromisslösung zwischen den anderen beiden konkurrierenden Kandidaten Leoti und Coronado, Sitz der County-Verwaltung zu werden. Kurz nachdem die Entscheidung für Leoti gefallen war, wurde der Ort, wie auch der größte Teil von Coronado, verlassen.
Koordinaten: 38° 23′ N, 101° 13′ W